# Yelena Machabell
Yelena o Elena Zajarovna Machabell (del ruso: Елена Захаровна Machabell) fue una escultora de la Unión Soviética, nacida el año 1906.

## Vida y obras
Entre sus obras destacan un monumento heroico diseñado por ella y erigido el año 1949 en la localidad de Mtskheta, Georgia.